# Bunino (Fatesch)
Bunino (russisch Бунино) ist ein Dorf (derewnja) in der Oblast Kursk in Russland. Es gehört zum Rajon Fatesch und zur Landgemeinde (selskoje posselenije) Soldatski selsowjet.

## Geographie
Der Ort liegt gut 42 Kilometer Luftlinie nordwestlich des Oblastverwaltungszentrums Kursk im südwestlichen Teil der Mittelrussischen Platte, 22 Kilometer südwestlich des Rajonverwaltungszentrums Fatesch, 18 Kilometer vom Sitz des Dorfsowjet – Soldatskoje, 85 Kilometer von der Grenze zwischen Russland und der Ukraine, am Torrente Orechowski (rechter Nebenfluss der Ruda im Becken der Swapa).

### Klima
Das Klima im Ort ist wie im Rest des Rajons kalt und gemäßigt. Es gibt während des Jahres eine erhebliche Niederschlagsmenge. Dfb lautet die Klassifikation des Klimas nach Köppen und Geiger.

## Bevölkerungsentwicklung
| Jahr | Einwohner |
| ---- | --------- |
| 1905 | 388       |
| 1979 | 225       |
| 1989 | 120       |
| 2002 | 69        |
| 2010 | 25        |

Anmerkung: Volkszählungsdaten

## Verkehr
Bunino liegt 20,5 Kilometer von der Fernstraße föderaler Bedeutung M2 „Krim“ als Teil der Europastraße E105, 19,5 Kilometer von der Straße regionaler Bedeutung 38K-038 (Fatesch – Dmitrijew), 3 Kilometer von der Straße interkommunaler Bedeutung 38N-679 (38K-038 – Soldatskoje – Schuklino) und 23 Kilometer von der nächsten Eisenbahnhaltestelle 552 km (Eisenbahnstrecke Nawlja – Lgow-Kijewskij) entfernt.
Der Ort liegt 155 Kilometer vom internationalen Flughafen von Belgorod entfernt.